# Smile (Doctor Who)
"Smile" é o segundo episódio da décima temporada da série de ficção científica britânica Doctor Who, transmitido originalmente através da BBC One em 22 de abril de 2017. Foi escrito por Frank Cottrell-Boyce e dirigido por Lawrence Gough.
O episódio acontece na primeira colônia humana em outro planeta, que é ocupado por "Emojibots", robôs que usam emojis para se comunicarem, mas o planeta parece vazio quando o Doutor e Bill Potts chegam lá. "Smile" recebeu críticas geralmente positivas de críticos.

## Enredo
Um grupo de colonos em um mundo-colônia estão sob ameaça quando sua mãe e vários outros colonos morrem. Para permanecerem vivos, eles precisam sorrir na presença dos Vardy. Os colonos são mortos ao demonstrarem luto, sendo reduzidos a esqueletos.
Na Terra, no presente, o Doutor deixa Bill Potts escolher seu primeiro destino. Eles chegam na colônia, mas ficam confusos com a falta de qualquer presença humana. Suas orelhas então são conectadas a uma rede através de seu sistema nervoso, o que significa que eles podem se comunicar uns aos outros através da orelha. Quando Bill vê nanorobôs voadores no ar, que o Doutor descreve como sendo os Vardy, ela não fica impressionada, para a irritação do Doutor, mas ela então percebe a chegada repentina de um robô avatar maior dos Vardy, que dá a cada um deles um disco, que mostra a expressão do titular, mas nunca na face em que o dono está olhando.
Eventualmente, o Doutor descobre restos humanos recentes e percebe que os Vardy estão impondo perversamente sua programação de que todos devem ser mantidos felizes, matando aqueles que experimentam tristeza ou outras emoções negativas. Ele encontra uma nave espacial que ele pretende destruir, mas cede quando percebe que há colonos hibernando nela que são os últimos sobreviventes da Terra.
Quando os colonos acordam, eles descobrem que os Vardy mataram seus parentes e amigos, então eles pretendem matá-los. Eles encontram um dos robôs segurando uma criança, e então atiram nele, o que inadvertidamente leva os nanorobôs a atacá-los. O Doutor resolve o problema reiniciando o sistema a um ponto antes do erro acontecer. Ele então aconselha os robôs que eles poderiam fazer uma fortuna cobrando dos seres humanos aluguel como um bônus adicional por mantê-los vivos. O Doutor e a Bill vão embora, mas em vez de retornar à universidade, acidentalmente pousam em Londres no Rio Tâmisa congelado.

## Produção
A leitura deste episódio e do anterior, "The Pilot", aconteceu em 14 de junho de 2016. As filmagens para estes episódios começaram em 20 de junho de 2016 e foram concluídas em 28 de julho de 2016. As filmagens foram realizadas em Valencia, Espanha.
O nome Vardy é uma homenagem à Andrew Vardy, que estuda robótica de enxames, e que já trabalhou com Boyce em um conto.
Durante a produção, a colônia onde os eventos ocorrem foi referida como Gliese 581 d, enquanto os robôs foram chamados Emojibots.

## Transmissão e recepção
"Smile" foi transmitido originalmente na noite de 22 de abril de 2017 pela BBC One. Foi assistido por 4,25 milhões de telespectadores, uma audiência ligeiramente menor que o episódio anterior, e foi o quarto programa mais assistido naquele dia, ficando atrás de Britain's Got Talent, Mrs. Brown's Boys e da Copa da Inglaterra.